# Saponaria esfandiarii
Saponaria esfandiarii är en nejlikväxtart som beskrevs av Mostafa Assadi. Saponaria esfandiarii ingår i släktet såpnejlikor, och familjen nejlikväxter. Inga underarter finns listade i Catalogue of Life.